# Apponyi
Apponyi je priimek več oseb:
- Karl Apponyi von Nagy-Appony, avstro-ogrski general
- Albert Apponyi, madžarski politik